# Portogruaro Calcio
Calcio Portogruaro-Summaga, znany jako Portogruaro albo Portosummaga – włoski klub piłkarski z siedzibą w mieście Portogruaro założony w 1990 roku, w wyniku połączenia dwóch zespołów – AC Portogruaro i AC Summaga. Od sezonu 2010/2011 drużyna występuje w rozgrywkach Serie B. Swoje mecze rozgrywa na Stadio Piergiovanni Mecchia liczącym 3 360 miejsc siedzących.
Portogruaro domowe spotkania rozgrywa w bordowych koszulkach, czarnych spodenkach oraz bordowych skarpetach. Barwy drużyny to kolor bordowy. Od 2010 trenerem klubu jest Fabio Viviani.